# Лівадійська селищна рада
Ліваді́йська се́лищна ра́да — адміністративно-територіальна одиниця та орган місцевого самоврядування у складі Ялтинської міської ради Автономної Республіки Крим. Адміністративний центр — селище міського типу Лівадія.

## Загальні відомості
- Населення ради: 3 388 осіб (станом на 2001 рік)

## Населені пункти
Селищній раді підпорядковані населені пункти:
- смт Лівадія
- смт Виноградне
- с-ще Високогірне
- с-ще Гірне
- с-ще Куйбишеве
- смт Курпати
- смт Ореанда
- с-ще Охотниче

## Склад ради
Рада складається з 26 депутатів та голови.
- Голова ради: Рубан Сергій Дмитрович
- Секретар ради: Хайдуков Сергій Володимирович

### Керівний склад попередніх скликань
| Прізвище, ім'я, по батькові | Основні відомості                                                        | Дата обрання | Дата звільнення |
| --------------------------- | ------------------------------------------------------------------------ | ------------ | --------------- |
| Мамикін Анатолій Петрович   | Селищний голова, 1955 року народження, член Комуністичної партії України | 26.03.2006   | 31.10.2010      |
| Рубан Сергій Дмитрович      | Селищний голова, 1961 року народження, освіта вища, член Партії регіонів | 31.10.2010   |                 |

Примітка: таблиця складена за даними сайту Верховної Ради України

### Депутати
За результатами місцевих виборів 2010 року депутатами ради стали:

#### За суб'єктами висування
| Суб'єкт висування | Кількість обраних депутатів | %    |
| ----------------- | --------------------------- | ---- |
| Партія регіонів   | 15                          | 57,7 |
| Самовисування     | 11                          | 42,3 |

#### За округами
| № округу        | Прізвище, ім'я, по батькові       | Дата визнання обраним | Освіта | Партійна приналежність | Відомості про обраного депутата                                                                                       |
| --------------- | --------------------------------- | --------------------- | ------ | ---------------------- | --- |
| Партія регіонів |                                   |                       |        |                        | |
| 8               | Хурамшина Ірина Олександрівна     | 02.11.2010            | вища   | позапартійна           | тимчасово не працює                                                                                                   |
| 10              | Кряков Дмитро Олександрович       | 02.11.2010            | вища   | позапартійний          | управління у м. Ялта ГУСБУ в АР Крим, співробітник                                                                    |
| 11              | Панова Ганна Іванівна             | 02.11.2010            | вища   | член Партії регіонів   | тимчасово не працює                                                                                                   |
| 12              | Постніков Костянтин Володимирович | 02.11.2010            | вища   | член Партії регіонів   | санаторій «Марат», інженер                                                                                            |
| 14              | Хайдуков Сергій Володимирович     | 02.11.2010            | вища   | член Партії регіонів   | ЗАТ «Гліцинія-2001», голова правління                                                                                 |
| 15              | Гринчак Людмила Володимирівна     | 02.11.2010            | вища   | член Партії регіонів   | КП ЖЕО «Лівадія», інженер                                                                                             |
| 16              | Герон Олександр Олександрович     | 02.11.2010            | вища   | член Партії регіонів   | ПП «Техбуд», заступника директора                                                                                     |
| 17              | Власов Юрій Юрійович              | 02.11.2010            | вища   | член Партії регіонів   | ТОВ «Ультрабуд», директор                                                                                             |
| 19              | Хайнюк Сергій Олександрович       | 02.11.2010            | вища   | член Партії регіонів   | приватний підприємець                                                                                                 |
| 20              | Коваленко Станіслав Олександрович | 02.11.2010            | вища   | позапартійний          | сектор соціально-економічних і аналітичних програм відділу економіки Ялтинської міської ради, спеціаліст 1 категорії  |
| 21              | Кондратенко Сергій Дмитрович      | 02.11.2010            | вища   | член Партії регіонів   | приватний підприємець                                                                                                 |
| 23              | Першін Сергій Сергійович          | 02.11.2010            | вища   | член Партії регіонів   | приватний підприємець                                                                                                 |
| 24              | Матіїв Віталій Васильович         | 02.11.2010            | вища   | позапартійний          | МВС України, співробітник                                                                                             |
| 25              | Урбанович Ірина Олександрівна     | 02.11.2010            | вища   | член Партії регіонів   | ЗАТ «Готель Ореанда», заступник генерального директора                                                                |
| 26              | Щербакова Наталія Володимирівна   | 02.11.2010            | вища   | член Партії регіонів   | ТОВ «Акація плюс», заступник директора                                                                                |
| Самовисування   |                                   |                       |        |                        | |
| 1               | Кекош Микола Михайлович           | 02.11.2010            | вища   | член Партії регіонів   | Лівадійська селищна рада, економіст                                                                                   |
| 2               | Єсіков Сергій Вікторович          | 02.11.2010            | вища   | позапартійний          | приватний підприємець                                                                                                 |
| 3               | Гаріст Сергій Михайлович          | 02.11.2010            | вища   | позапартійний          | військова частина А1554, командир                                                                                     |
| 4               | Калантай Андрій Сергійович        | 02.11.2010            | вища   | член Партії регіонів   | Лівадійська селищна рада, секретар керівника                                                                          |
| 5               | Кучер Олег Борисович              | 02.11.2010            | вища   | член Партії регіонів   | КП ЛСР «УАМЄЗіТ», заступник начальника                                                                                |
| 6               | Арутюнян Армен Гебеликович        | 02.11.2010            | вища   | позапартійний          | громадська організація "Товариство любителів водних видів спорту «Здоров'я», виконавчій директор                      |
| 7               | Ткаченко Сергій Миколайович       | 02.11.2010            | вища   | позапартійний          | ЗАТ ЛОК «Айвазовське» ТОВ «Крайм», співробітник                                                                       |
| 9               | Шульга Олег Сергійович            | 02.11.2010            | вища   | позапартійний          | філії «Ялтинська ДЕД», майстер                                                                                        |
| 13              | Кушнарьов Антон Вікторович        | 02.11.2010            | вища   | член Партії регіонів   | приватний підприємець                                                                                                 |
| 18              | Мосеєв Дмитро Дмитрович           | 02.11.2010            | вища   | позапартійний          | приватний підприємець                                                                                                 |
| 22              | Жуков Олексій Олександрович       | 19.09.2013            | вища   | позапартійний          | Департамент охорони в АРК Управління державної охорони України, Заступник начальника Служби роботи з особовим складом |